# Башир, Мохаммад
Мохаммад Башир (англ. Muhammad Bashir, 10 марта 1935, Лахор, Британская Индия — 24 июня 2001, Лахор) — пакистанский борец, победитель и призёр Азиатских игр, победитель Игр Содружества, бронзовый призёр Олимпийских игр.

## Биография
Мохаммад Башир родился в 1935 году в Лахоре, Британская Индия. В 1960 году он завоевал первую в истории Пакистана бронзовую медаль Олимпийских игр по вольной борьбе. Также принимал участие в летних Олимпийских играх 1964 года в Токио, медалей не получил.